# 近代英語
近代英語（きんだいえいご、Modern English）とは、およそ1500年頃から現在に至るまでの英語のことである。
近代英語は更に1650年頃までの初期近代英語（Early Modern English）とそれ以降の後期近代英語（Late Modern English）とに区分する事ができる。また、20世紀以降の英語を特に現代英語（Present-Day English, Contemporary English）という事もある。

## 初期近代英語
大母音推移（Great Vowel Shift）の結果、母音（特に長母音）の音価が変化した。
1476年にウィリアム・キャクストンがウェストミンスターに印刷所を設立し、出版活動が盛んになる。
1611年に欽定英訳聖書（Authorised Version, Authorised English Bible）が出版される。
ウィリアム・シェイクスピアが作品を執筆する。
古典ギリシア語・ラテン語などの古典語やフランス語からの語彙借用。二重語（doublets）の量産。
大航海時代の到来により世界各国から新語の流入。
助動詞の発達。

## 後期近代英語
産業革命によって大英帝国の隆盛。
人称代名詞の二人称単数形（thou, thy, thee, thine）が複数形と同形（ye, your, you, yours）に統合される。
科学的合理主義の高揚によって、標準化、固定化の必要性が生じ、文法書や辞典の編纂が盛んになった。